# Cryptopimpla maurocoxis
Cryptopimpla maurocoxis är en stekelart som beskrevs av Dali Chandra och Gupta 1977. Cryptopimpla maurocoxis ingår i släktet Cryptopimpla och familjen brokparasitsteklar. Inga underarter finns listade i Catalogue of Life.